# Christian von Rosenborg
Christian Frederik Franz Knud Harald Carl Oluf Gustav Georg Erik Graf von Rosenborg (* 22. Oktober 1942 auf Schloss Sorgenfri bei Kopenhagen; † 21. Mai 2013 in Gentofte, Kopenhagen) war ein Angehöriger des dänischen Königshauses des Adelsgeschlechts Schleswig-Holstein-Sonderburg-Glücksburg. Er war der jüngste Sohn von Erbprinz Knud und der Erbprinzessin Caroline Mathilde und der Cousin der dänischen Königin Margrethe II.

## Biografie

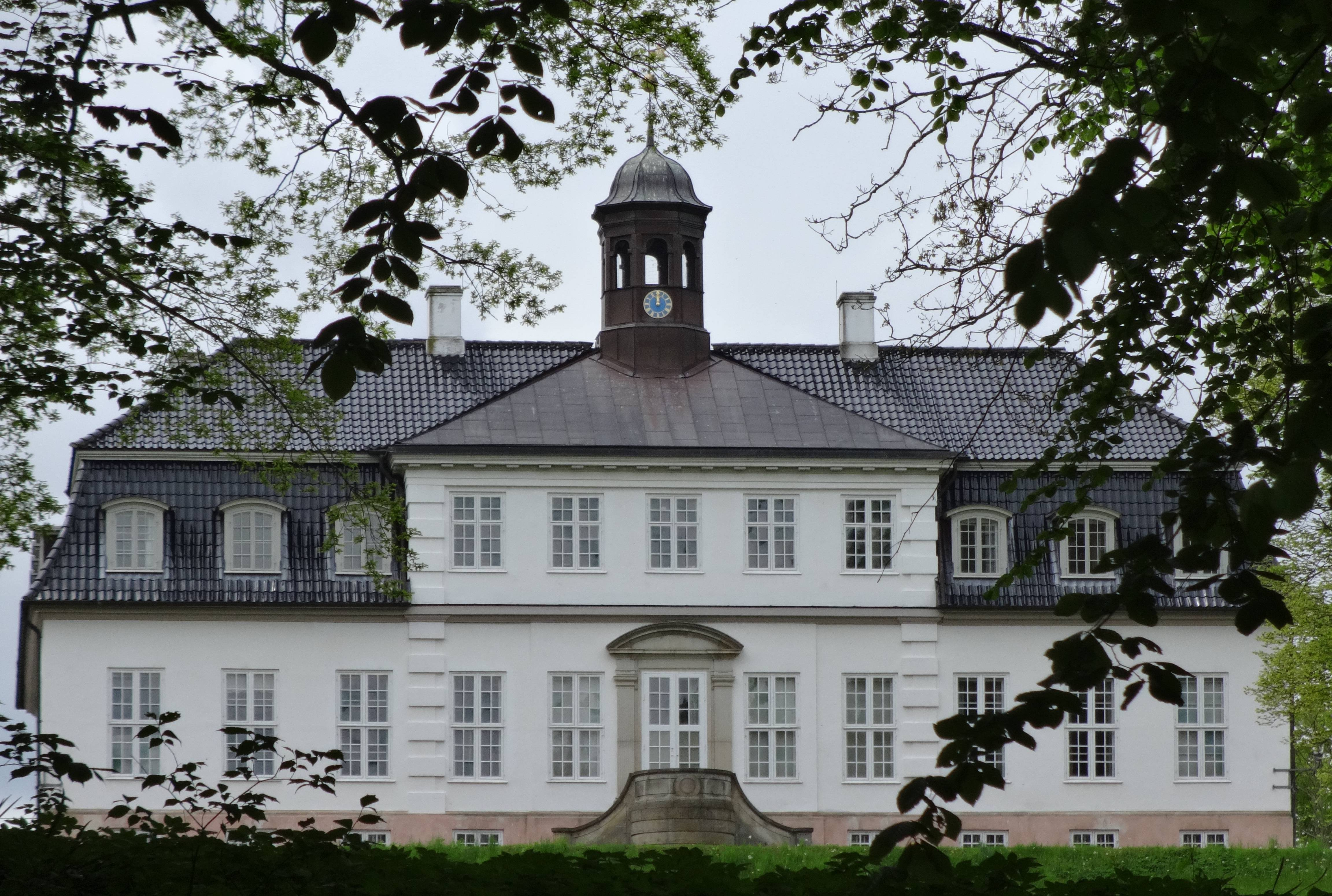
Schloss Sorgenfri

Bei seiner Geburt stand Christian, nach seinem Vater Knud und seinem älteren Bruder, an dritter Stelle der Thronfolge, in die weibliche Nachkommen noch nicht einbezogen waren. Als das dänische Grundgesetz hinsichtlich der Erbfolge zugunsten der Töchter König Frederiks geändert wurde, fiel er auf den siebten Platz in der Rangfolge der Thronerben zurück, behielt aber weiterhin den Titel Prinz zu Dänemark, der ihm als Enkel eines Monarchen zustand. Als er 1971 unstandesgemäß heiratete, wurde ihm dieser entzogen und der 1914 für nicht thronfolgeberechtigte Familienmitglieder geschaffene Titel Graf von Rosenborg zugeteilt.
Am 27. Februar 1971 heiratete er in Lyngby bei Kopenhagen die Bürgerliche Anne Dorte Maltoft-Nielsen (1947–2014), die durch die Heirat zur Gräfin von Rosenborg wurde. Das Ehepaar lebte im so genannten Damebygningen, einem Seitenflügel von Schloss Sorgenfri bei Kopenhagen, es hatte drei gemeinsame Töchter:
- Josephine Caroline Elisabeth von Rosenborg (* 29. Oktober 1972)
- Camilla Alexandrine Kristine von Rosenborg (* 29. Oktober 1972)
- Feodora Mathilde Helena von Rosenborg (* 27. Februar 1975)

Christians ältere Schwester Elisabeth wurde bis zu ihrem Tod 2018 als einziges seiner Geschwister noch in der dänischen Thronfolge geführt. Christians älterer Bruder Ingolf ist ebenfalls aufgrund unstandesgemäßer Heirat von der Thronfolge ausgeschlossen, er trägt wie Christian den Titel eines Grafen von Rosenborg.
Am 22. Mai 2013 wurde durch den Hofmarschall offiziell bekannt gegeben, dass Christian von Rosenborg nach langer Krankheit im Gentofte Hospital am 21. Mai 2013 verstorben ist. Unter Anwesenheit des dänischen Königshauses fanden am 29. Mai 2013 die Trauerfeierlichkeiten in der Lyngby Kirke statt.

## Tätigkeiten
Nach seinem Abitur an einem Kopenhagener Gymnasium absolvierte er eine Offiziersausbildung bei der dänischen Marine. Graf Christian von Rosenborg war anschließend als Offizier in der dänischen Marine tätig. 2006 wurde er als Kommandant der dänischen Grönland-Patrouille im Range eines Korvettenkapitäns (Orlogskaptajn) zu seinem 40. Dienstjubiläum offiziell in den Ruhestand verabschiedet.

## Orden und Auszeichnungen
Von Rosenborg wurde mehrmals mit verschiedenen Ehrungen und Auszeichnungen versehen, so wurde er unter anderem 1963 zum Ritter des Elefanten-Ordens ernannt.
- Elefanten-Orden (22. Oktober 1963)
- Kong Frederik den IX.s mindemedalje
- Mindemedaille i anledning af hundredårsdagen for Kong Christian den X.s fødsel
- Dronning Ingrids Mindemedaille
- Hæderstegnet for god tjeneste ved Søetaten